# ۱٬۲-دی‌کلرواتن
۱،۲-دی‌کلرواتن (به انگلیسی: 1,2-Dichloroethene) با فرمول شیمیایی C۲H۲Cl۲ یک ترکیب شیمیایی است که جرم مولی آن ۹۶٫۹۵ g/mol می‌باشد. 
ایزومرهای سیس و ترانس دی کلرواتان (C2H2Cl2):
مولکول  I سیس ۱،۲-دی‌کلرواتن و مولکول II ایزومر ترانس است